# Josephine von Wertheimstein

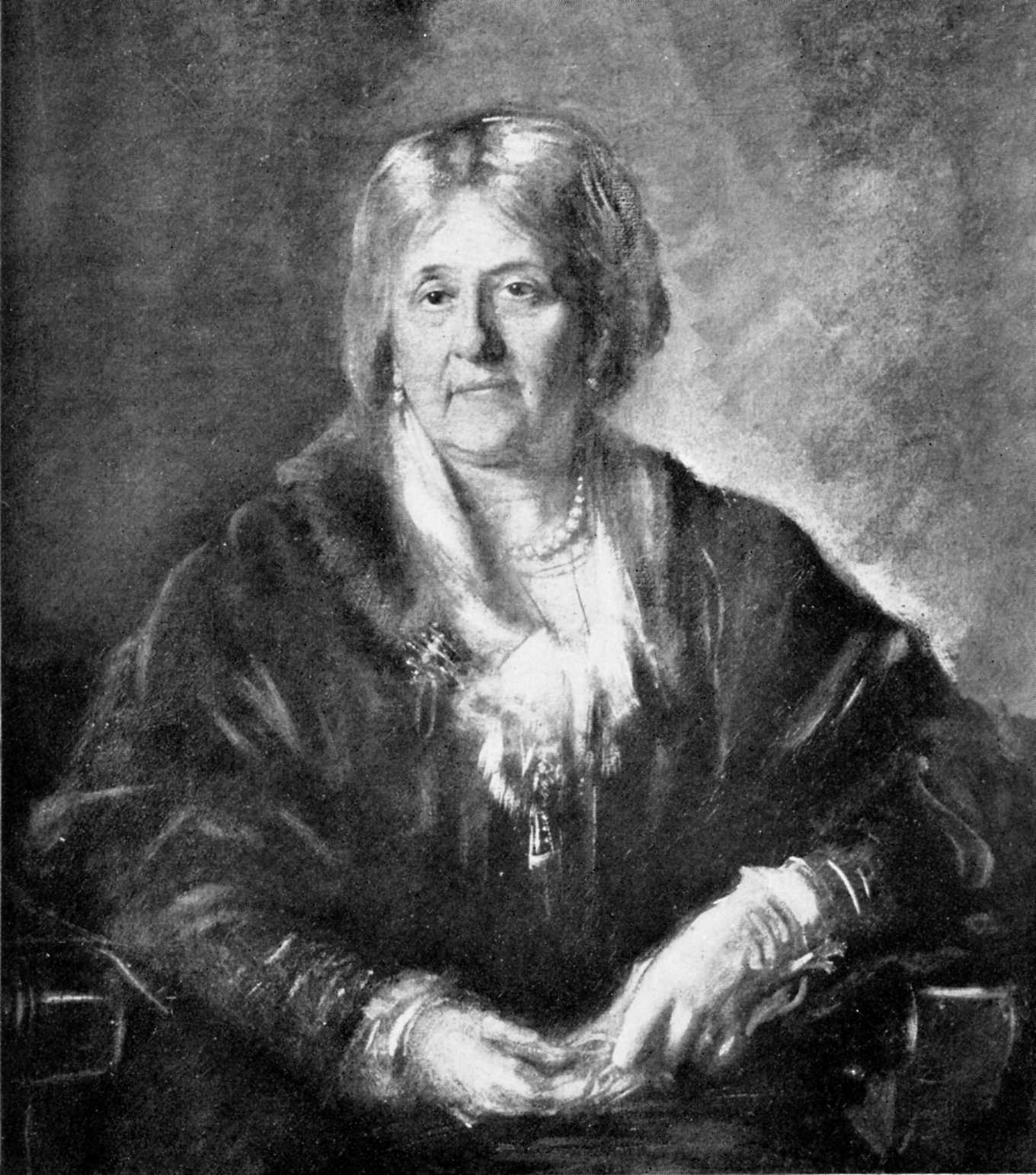
Josephine von Wertheimstein, Anfang der 1870er Jahre

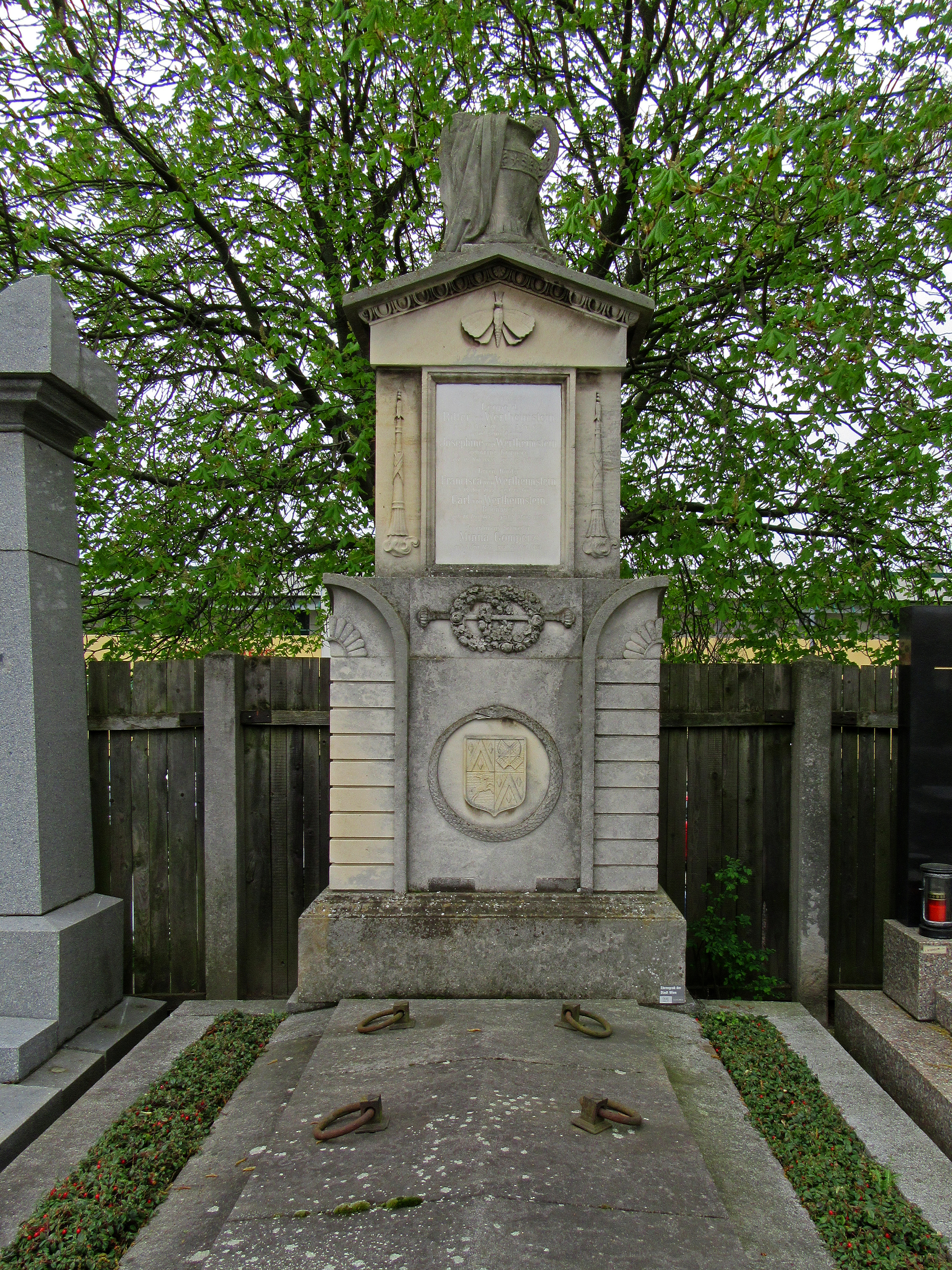
Grab der Familie von Wertheimstein auf dem Döblinger Friedhof

Josephine von Wertheimstein (* 19. November 1820 in Brünn; † 16. Juli 1894 in Wien) war eine österreichische Salonnière der Wiener Ringstraßenepoche. 

## Leben
Josephine Gomperz stammte aus einer angesehenen und wohlhabenden jüdischen Familie. Sie war die Tochter von Philipp Josua Feibelman Gomperz (1782–1857) und von Henriette Gomperz, geborene Auspitz (1792–1881). Sie war zudem die Schwester des Altphilologen Theodor Gomperz und  der Großunternehmer Max von Gomperz und Julius von Gomperz sowie Tante des Philosophen Heinrich Gomperz. Ihre jüngere Schwester Sophie von Todesco sollte wie Josephine als Salonnière zu Bekanntheit gelangen.
Josephine genoss eine gute Ausbildung und heiratete mit 23 Jahren Leopold von Wertheimstein, den um 18 Jahre älteren Prokuristen des Wiener Bankhauses Rothschild. Die Wohnung der Wertheimsteins in der Singerstraße wurde zum Treffpunkt vormärzlicher Regimekritiker. 1844 und 1847 kamen die beiden Kinder Franziska und Carl zur Welt. Die Ehe war allerdings nicht glücklich, und bei Josephine zeigten sich psychosomatisch bedingte Probleme, die zu langwierigen Kuraufenthalten führten. Ab 1866 kamen starke depressive Verstimmungen im Gefolge des unerwarteten Todes ihres erst 19-jährigen Sohnes Carl dazu. 
Nach Übersiedelung in die ehemalige Villa des Rudolf von Arthaber in Oberdöbling entstand wieder der Salon Wertheimstein, ein Treffpunkt liberaler Persönlichkeiten Wiens. Die lebenslang unverheiratete Tochter Franziska hatte daran großen Anteil. Ferdinand von Saar, Franziskas Verehrer, der mit Mutter und Tochter Wertheimstein über mehr als drei Jahrzehnte einen intensiven Briefwechsel unterhielt, war bevorzugter Hausgast in der Villa Wertheimstein. Josephine zog sich allerdings um die Mitte der 1880er Jahre wegen zunehmender Schwäche zurück und verbrachte erneut Jahre auf Kuraufenthalten, begleitet von der ihr ergebenen Tochter.
Sie ruht in einem ehrenhalber gewidmeten Grab auf dem Döblinger Friedhof (Gruppe I1, Reihe G1, Nummer 1) in Wien.